# Expo 2017
Expo 2017 é uma feira mundial que foi realizada em 2017 em Astana, Cazaquistão.

## História
Em 22 de novembro de 2012 Astana foi escolhida pelo Bureau de Expositions Internacionais para sediar a Expo 2017, com foco no tema "Energia do Futuro".
O tema é focado em concentrar tanto na energia do futuro, quanto em inovações, soluções práticas e seu impacto global. Na Expo 2017 foi a primeira vez que uma exposição internacional deste tipo que foi realizada em uma república da ex-União Soviética. Mais de 100 países e 10 organizações internacionais eram esperadas a participarem. Aguardava-se em torno de 2 a 3 milhões de visitantes.
Os pavilhões contaram com 25 hectares de área. O local era próximo do centro da cidade, do aeroporto e da estação de trem, e com rápido acesso às estradas.
A construção dos pavilhões começou em abril de 2014 com 20 empresas do Cazaquistão e 49 do resto do mundo.
A Expo conta com arquitetos do Reino Unido, EUA, Alemanha, Áustria, Holanda e China. Mas o projeto master é chefiado por Adrian Smith e Gordon Gill Architecture.
Em 13 de junho de 2015 o chefe-executivo do comitê organizador da Expo 2017, Talgat Yermegiyaev foi afastado por corrupção, sendo eleito como novo CEO, o prefeito de Astana, Adilbek Zhaksybekov
A Air Astana, a maior companhia aérea do Cazaquistão foi anunciada como Companhia aérea oficial da Expo 2017.

## Seleção
EM 1 de julho de 2010, em Paris foi anunciada a candidatura da Astana como sede da Expo 2017. Apenas mais uma cidade se candidatou nesta data, Liège, na Bélgica. Astana foi eleita cidade-sede em 22 de novembro de 2012, também em Paris.

### Cidades candidatas
| Cidade | País        | Tema                                                         |
| ------ | ----------- | ------------------------------------------------------------ |
| Astana | Cazaquistão | Future Energy                                                |
| Liège  | Bélgica     | Connecting the World, Linking People, Better Living Together |

### Cidades que tinham pretensão mas não se candidataram
| Cidade    | País      |
| --------- | --------- |
| Newcastle | Austrália |
| Edmonton  | Canadá    |
| Belgrado  | Sérvia    |
| Lille     | França    |
| Stavanger | Noruega   |
| Sydney    | Austrália |
| Salamanca | Espanha   |

## Países que já confirmaram participação
- Armenia[14]
- Áustria
- Azerbaijão[14]
- Belarus[14]
- Bolívia[14]
- China[14]
- Cuba[15]
- República Tcheca
- Egito[16]
- França:[14][17]
- Georgia[14]
- Alemanha[14]
- Hungria[14]
- Índia[14]
- Indonésia[14]
- Irã:[14][18]
- Israel[14]
- Japão[14]
- Jordânia:[14][19]
- Quirguistão
- Letônia
- Lituânia
- Holanda:[14][20]
- Coreia do Norte[14]
- Polônia[21]
- Romênia[14]
- Rússia[14]
- Arábia Saudita[14][22]
- Sérvia[14]
- Senegal
- Singapura
- Coreia do Sul[14]
- Sri Lanka
- Suíça[14]
- Tajiquistão[14]
- Turcomenistão[14]
- Turquia[14]
- Vietnã[14]